# El Tumiami de Luret
El Tumiami de Lorètt è una canzone scritta nel 1941 da Giovanni D'Anzi e Alfredo Bracchi e interpretata da Giovanni D'Anzi.

## La canzone
El Tumiami de Lorètt, cioè "Lo spaccone di Loreto", è la storia di un bullo di periferia che cerca il rispetto intimorendo la gente ed è solito non pagare il conto nei ristoranti. Una sera, però, viene costretto da un cameriere a suon di sberle a pagare il conto e a non farsi più vedere nel locale.
La canzone, molto ironica, si basa probabilmente su episodi di strada, storie di quartiere viste dal cantante quando da giovane viveva in via Settembrini a Milano.